# Heinkel He 111
L'Heinkel He 111 era un bimotore ad ala bassa a W prodotto dall'azienda tedesca Heinkel Flugzeugwerke AG impiegato principalmente come bombardiere medio dalla Luftwaffe durante la seconda guerra mondiale. È senza dubbio uno dei bombardieri più rappresentativi della prima metà del conflitto grazie alla sua moderna struttura, quasi avveniristica perché interamente metallica, con il caratteristico muso totalmente vetrato (dalla versione P in poi) e dalle particolari ali e piani di coda dal profilo ellittico.
Paragonabile ai bombardieri italiani coevi, quali il Savoia-Marchetti S.M.79 e il Fiat B.R.20, l'He 111 si poneva sullo stesso ordine di grandezza in termini di prestazioni, potenza e armamento difensivo (circa 430 km/h di velocità massima, 2 000 km di autonomia con 4-7 mitragliatrici e cannoni di vario tipo), ma in virtù del suo maggiore peso al decollo, consentiva di trasportare fino a 4 000 kg di carico bellico, che arrivò a comprendere siluri, missili da crociera come la bomba volante V1, la bomba guidata antinave Henschel Hs 293 e altro ancora.
Pur avendo avuto un notevole successo, prima nella precedente guerra civile spagnola nelle file della Legione Condor e poi all'inizio del conflitto nella campagna di Polonia, si rivelò ben presto vulnerabile agli attacchi dei caccia diurni della Royal Air Force già nel 1940, subendo numerose perdite durante la battaglia d'Inghilterra. Tuttavia continuò la sua vita operativa in azioni belliche di vario genere fin verso la fine delle ostilità, con quasi 7 000 esemplari costruiti, per poi proseguirla ulteriormente grazie alle versioni costruite su licenza in Spagna con il modello CASA 2.111.

## Storia del progetto
All'inizio degli anni trenta, Ernst Heinkel decise di voler sviluppare un aereo passeggeri che risultasse il più veloce del mondo, un ambizioso obiettivo guardato con scetticismo sia dall'industria aeronautica tedesca sia dalla direzione politica recentemente creata dall'avvento dell'epoca hitleriana. Heinkel per il suo progetto si affidò allo stesso gruppo di ingegneri che diede alla luce l'Heinkel He 49, tra cui i fratelli Walter e Siegfried Günter, il cui frutto vide la luce il 1º dicembre 1932 con il suo progenitore monomotore, l'Heinkel He 70 Blitz.

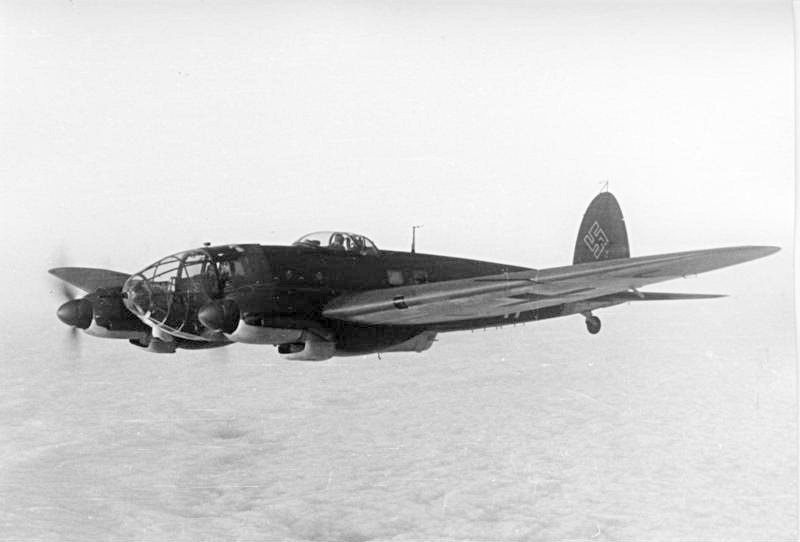
Un He-111 in volo

Il velivolo risultò superiore al già veloce Lockheed L-9 Orion, un monomotore statunitense che ne era antagonista diretto sia commercialmente, essendo anche acquistato dalla svizzera Swissair, che tecnicamente. Al momento della sua presentazione il Blitz si dimostrò nettamente superiore ai suoi concorrenti internazionali, soprattutto grazie alla velocità che era in grado di raggiungere, ben 435 km/h. Nella versione commerciale a quattro passeggeri la velocità di crociera risultava solo di poco inferiore, 320 km/h, anche se spinta dall'unico motore BMW VI 7,3 sviluppante circa 600 CV. La caratteristica tecnica più rilevante del progetto He 70 era sicuramente l'ala ellittica, che i fratelli Günther già avevano utilizzato nel Bäumer B II Sausewind, e che diventò una firma caratteristica di molti loro progetti successivi.
Il modello suscitò l'interesse del Commissariato del Reich per l'Aeronautica (Reichskommissariat für die Luftfahrt) che stava cercando progetti da riconvertire in bombardieri a medio raggio per dotare di nuovi velivoli la Luftwaffe.
Il futuro Heinkel He 111 voleva essere una evoluzione più potente del Blitz, abbandonando il singolo motore piazzato sul muso per due BMW VI 6.0 Z montati sulle ali, ma mantenendo l'impostazione generale costruttiva che aveva dato già ottimi risultati, tanto che il nuovo disegno del He 111 spesso è stato denominato Doppel-Blitz (in lingua tedesca doppio lampo).

## Tecnica
Dati riferiti alla versione He 111 H-6; Caratteristiche tratte dal Jane's Fighting Aircraft of World War II

### Caratteristiche generali
- Equipaggio: 5 (pilota, navigatore/bombardiere, mitragliere anteriore, mitragliere ventrale, mitragliere superiore)
- Lunghezza: 16.4 m (54 ft 6 in)
- Apertura alare: 22,5 m (74 ft 3 in)
- Altezza: 3,9 m (13 ft 9 in)
- Superficie alare: 86,5 m² (942 ft²)
- Peso a vuoto: 7,720 kg (17 000 lb)
- Peso a carico: 12,030 kg (26 500 lb)
- Peso massimo al decollo: 14 075 kg (31 000 lb)
- Propulsione: 2 Junkers Jumo 211 F-1 12 cilindri a V invertita raffreddato ad acqua da 986 kW (1 300 hp) ciascuno

### Prestazioni
- Velocità massima: 400 km/h (250 mph)
- Autonomia: 2 800 km con il massimo del carburante (1 750 mi)
- tangenza: 8,390 m (27 500 ft)
- Velocità di salita: 20' a 5,185 m (17 000 ft)
- Carico alare: 137 kg/m² (28.1 lb/ft²)
- Rapporto peso/potenza: .082 kW/kg (.049 hp/lb)

### Sistemi d'arma
- Mitragliatrici:
  - fino a sette mitragliatrici MG 15 o MG 81 da 7,92 mm, alcune di queste sostituite o affiancate da
    - 1 cannoncino MG FF da 20 mm (montato nel muso vetrato o nel tratto posteriore della fusoliera)
    - 1 mitragliatrice MG 131 da 13 mm (montata nella postazione superiore e/o posteriormente nella gondola ventrale)
- Bombe:
  - fino a 2 000 kg (4,409 lb) collocate internamente nel vano portabombe ventrale (massimo 8 SC 250 da 250 kg), o in alternativa
  - fino a 2 500 kg (5,512 lb) in due gondole portabombe esterne.

## Versioni

### Prototipi
Come in tutte le denominazioni dei velivoli della Luftwaffe del periodo, i prototipi degli aerei erano accompagnati dalla sigla dell'apparecchio seguita da una V (Versuch) ed un numero progressivo; il primo velivolo della serie, l'He 111 V1 (W.Nr. 713, D-ADAP), si staccò da terra per il suo battesimo dell'aria dall'aviosuperficie dell'azienda, a Rostock-Marienehe, il 24 febbraio 1935 seguito dal V2, variante solamente civile del progetto, e dal V4 nel maggio dello stesso anno. Il V2 (W.Nr. 715, D-ALIX) usava la parte adibita al trasporto delle bombe come scompartimento fumatori per quattro viaggiatori, con altri sei posti disponibili nella fusoliera dietro ad esso. Questo modello nel 1936 equipaggiava la compagnia Lufthansa, con altre cinque versioni successivamente sviluppate e conosciute come He 111 C. Le vicende che preparavano la Germania nazista a compiere i primi passi verso il secondo conflitto mondiale prevedevano però che tutto il materiale volante civile avesse la possibilità di essere riconvertito in bellico e quindi l'He 111 aveva buone prospettive per diventare un buon bombardiere medio. L'iniziale responso del pilota collaudatore, Gerhard Nitschke, era favorevole; le prestazioni di volo e la maneggevolezza erano impressionanti anche se aveva dei problemi di stallo, che di conseguenza portarono le varianti passeggeri a modificare le misure alari, ridotte dagli originari 25 ai successivi 23 metri. I prototipi militari, ed i V1, V3 e V5 civili avevano le ali di appena 22,6 metri.
Alla fine del 1935 il Reichsluftfahrtministerium (o RLM), il Ministero dell'aria a cui era delegata la valutazione dei velivoli nella Germania nazista, decise di commissionare alla Heinkel una pre-serie di 10 velivoli basati sul prototipo V3, ricevendo la sigla ufficiale di He 111 A-0. Tuttavia, ad una successiva valutazione furono ritenuti sottopotenziati per gli impieghi bellici ipotizzati per questi modelli. Per questo motivo gli iniziali 2 motori BMW VI 6.0 da 578 hp vennero accantonati con l'adozione, nella versione V5, dei propulsori Daimler-Benz DB 600 da 1 000 CV; con questa motorizzazione l'Heinkel varò la prima importante e definitiva serie di velivoli militari conosciuta come He 111 B.

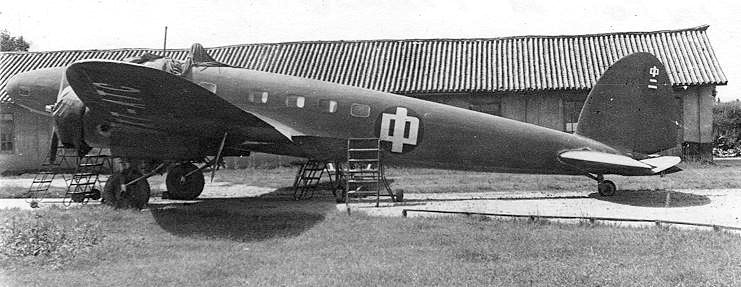
Un He 111 A-0 con motori stellari Curtiss-Wright operante in Cina

### He 111 A - la prima versione prodotta in serie
Gli iniziali dieci esemplari He 111 A-0 ritenuti non idonei per la Luftwaffe furono comunque inaspettatamente acquistati dalle forze aeree cinesi ed utilizzati come bombardieri nella seconda guerra sino-giapponese. Nell'immagine a fianco uno di quei modelli, riconvertito a trasporto merci. Da notare i motori, stellari invece di quelli in linea solitamente utilizzati ; sono dei Curtiss-Wright R-1820 Cyclone 9, montati al posto degli originali per mancanza di pezzi di ricambio e di provenienza China National Aviation Corporation (CNAC), una compagnia di trasporto statunitense di proprietà Curtiss-Wright nata con la partnership dell'allora governo cinese.

### He 111 B - la prima versione in grande serie
Il primo He 111 B effettuò il volo inaugurale nell'autunno del 1936; gli ulteriori miglioramenti introdotti in questa versione convinsero l'RLM ad effettuare un ordine di 300 esemplari, che assunsero la designazione definitiva di He 111 B-1, i primi dei quali vennero consegnati già nel gennaio 1937. Nel frattempo la Daimler-Benz realizzò uno sviluppo della sua unità DB 600 dotandola di un compressore che ne innalzò la potenza in quota a 850 CV nella versione DB 600C e a 925 CV nella versione DB 600G. La nuova variante dotata di questi propulsori venne designata He 111 B-2 la quale uscì dalla catena di montaggio dello stabilimento Heinkel di Oranienburg durante il 1937.

### He 111 D - una serie prodotta in pochi esemplari
Alla fine del 1937 divenne disponibile da parte della Daimler-Benz un'altra versione ulteriormente potenziata del proprio motore che assunse la denominazione di DB 600 Ga, il quale raggiungeva la potenza di 1.074 hp. Inizialmente doveva essere utilizzato questo per la nuova serie di He 111 ma l'RLM decise di dirottarlo alle linee di produzione dei modelli Messerschmitt Bf 109 e Bf 110. La Heinkel allora decise di adottare dei propulsori Junkers Jumo, testandoli con gli Jumo 210G nel prototipo denominato He 111 V6, ma che risultarono sottopotenziati rispetto alle esigenze del progetto. Tuttavia l'introduzione del nuovo motore Jumo 221A-1 da 999 hp causò la cessazione della produzione della serie per concentrare l'attenzione sul nuovo progetto, la serie E.

### He 111 E - il battesimo in combattimento

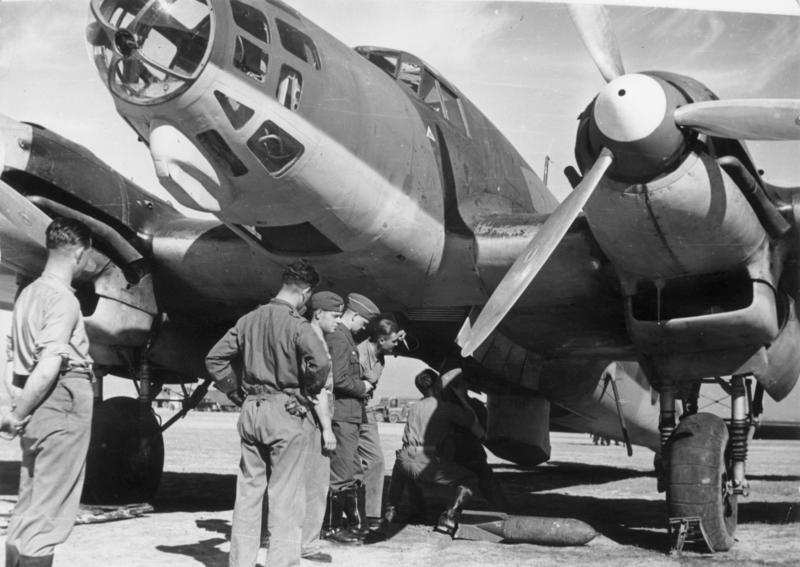
Un He 111 E-1 della Legione Condor, riconoscibile dal caratteristico muso a gradino, nell'operazione di ricarica del vano bombe con le SC 250 in posizione verticale con l'ogiva verso l'alto.

Il primo He 111 E-1 uscì dalla catena di produzione nel febbraio 1938; un certo numero di questi velivoli trovò, nel marzo successivo, un impiego bellico nella Legione Condor, una unità aerea appartenente alla Germania nazista formata da volontari ed impiegata durante la Guerra civile spagnola in supporto alle forze nazionaliste di Francisco Franco. Le versioni usate nel conflitto spagnolo sono state denominate He 111 "Pedro", nome che rimase più tardi anche ai modelli Construcciones Aeronáuticas S.A. (CASA) spagnoli costruiti su licenza. In un certo senso, le impressioni positive avute in quel conflitto condizionarono le varianti successive. La Luftwaffe infatti, per merito delle prestazioni in termini di velocità del loro bombardiere al confronto dei caccia avversari, ritenne che non vi era alcuna necessità di aggiornare gli armamenti difensivi del velivolo, un errore di valutazione che ne pregiudicò l'efficacia dalla Battaglia d'Inghilterra in poi. Il vano portabombe era dotato nelle prime versioni di quattro attacchi, nelle seconde di otto attacchi standard modulari destinati a trasportare una SC 250, una bomba da 250 kg, oppure quattro SC 50, una bomba da 50 kg. Questi attacchi modulari standard per le bombe erano diventati una caratteristica comune sulla prima generazione di bombardieri della Luftwaffe (compreso lo Junkers Ju 52) con la conseguenza però di avere limitato la disponibilità degli ordigni a queste sole due misure. Poiché queste strutture dovevano essere realizzate in modo da essere sufficientemente resistenti da sostenere il peso delle bombe senza contribuire all'integrità strutturale del velivolo, nei disegni successivi queste furono definitivamente eliminate.
La serie He 111 E-3 è stata prodotta con solo alcune modifiche, quali gli attacchi delle bombe esterni alla fusoliera.
Il vano portabombe fu ridotto nella serie He 111 E-5 per permettere l'installazione di serbatoi che ne elevassero la capacità operativa.

### He 111 F - la prima importante modifica al progetto
Il progetto dell'He 111 continuò a svilupparsi velocemente grazie a delle versioni secondarie atte a risolvere una serie di problemi minori che avevano afflitto le versioni realizzate fino ad allora. Una delle modifiche più evidenti fu introdotta con il modello He 111 F che passò dalla tipica ala ellittica del progetto iniziale ad una dritta con il bordo d'attacco e d'uscita rettilinei; questo consentì una maggiore semplicità di costruzione e una conseguente maggiore produttività che riguardò tutta la produzione successiva. Partendo dal modello pre-serie F-0, vennero prodotti 24 velivoli destinati all'esportazione acquistati dalla Turchia denominati F-1, mentre i successivi 40 entrarono in servizio nelle file della Luftwaffe con la designazione F-4.

### He 111 G - la versione militare da trasporto
La storia di questa versione può essere brevemente riassunta; i prototipi V14, dotato di motori radiali BMW 132Dc successivamente denominato G-3 e V16, dotato di motori Daimler-Benz DB 600G successivamente denominato G-4, portarono al definitivo He 111 G-0, modello di pre-serie da trasporto, caratterizzato dalla nuova ala introdotta con il modello He 111 F-0. Questa versione fu successivamente accantonata, anche per la coesistenza di apparecchi più adatti a quel ruolo come lo Junkers Ju 52 ed il Focke-Wulf Fw 200 Condor, quindi la produzione finì con una commissione di 4 velivoli riconvertiti al ruolo di bombardiere e consegnati alla forza aerea Turca con la designazione di G-5.

### He 111 J - la prima versione aerosilurante
Partendo dal modello He 111 F-4 rimotorizzato con più potenti Daimler-Benz DB 600CG si esplorò la possibilità di una conversione di questo modello anche per un uso antinave, ruolo che era normalmente assegnato ad idrovolanti come il Dornier Do 22 e Fieseler Fi 167, ma che poteva con questo modello, denominato J-0, contare su un potenzialmente più elevato raggio d'azione. Dopo la valutazione positiva ne vennero prodotti 90 esemplari aerosiluranti denominati J-1, successivamente riconvertiti in bombardieri, ma dai quali presero spunto per la realizzazione successiva dei modelli He 111 H-6 e H-15

### He 111 P - la caratteristica cupola di vetro sul muso
Questa è la versione che per prima abbandona il vecchio muso, introducendo la parte vetrata che viene raccordata perfettamente alla fusoliera per una maggiore penetrazione aerodinamica. È l'aspetto a noi più familiare anche se è dovuto alla presenza mediatica della versione successiva la H, ma introduce anche un ulteriore incremento delle prestazioni dovute ai nuovi motori Daimler-Benz DB 601. Questi miglioramenti consentirono al velivolo di raggiungere la velocità di 475 km/h a 5.000 m e la velocità di crociera di 370 km/h anche se a pieno carico quest'ultima si riduceva a soli 300 km/h. Il progetto si sviluppò nel 1937, principalmente per ovviare alla ridotta visibilità del pilota delle precedenti versioni. Tuttavia, alla fine del conflitto il Capitano Eric "Winkle" Brown, pilota collaudatore della British Royal Navy che aveva volato sui modelli catturati, descrisse la visibilità attraverso il muso come se fosse un "tunnel di vetro".

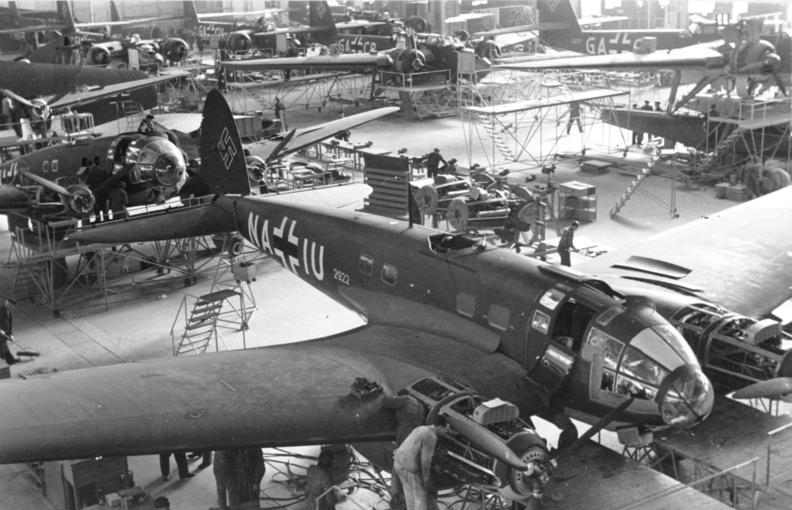
Stabilimento di produzione del He 111 versione P-4, 1939.

Molti 111 P furono utilizzati nella Campagna di Polonia. A causa delle difficoltà tecniche incontrate dagli Junkers Ju 88, gli He 111 assieme ai Dornier Do 17 costituirono la struttura portante della Kampfwaffe. Il 1º settembre 1939 un rapporto della Luftwaffe indicava una forza di 705 He 111 (contro 533 Do 17).
Nel 1940 l'RLM decise di interrompere ulteriori sviluppi della versione P in favore della nuova versione H.

### He 111 H - la versione definitiva

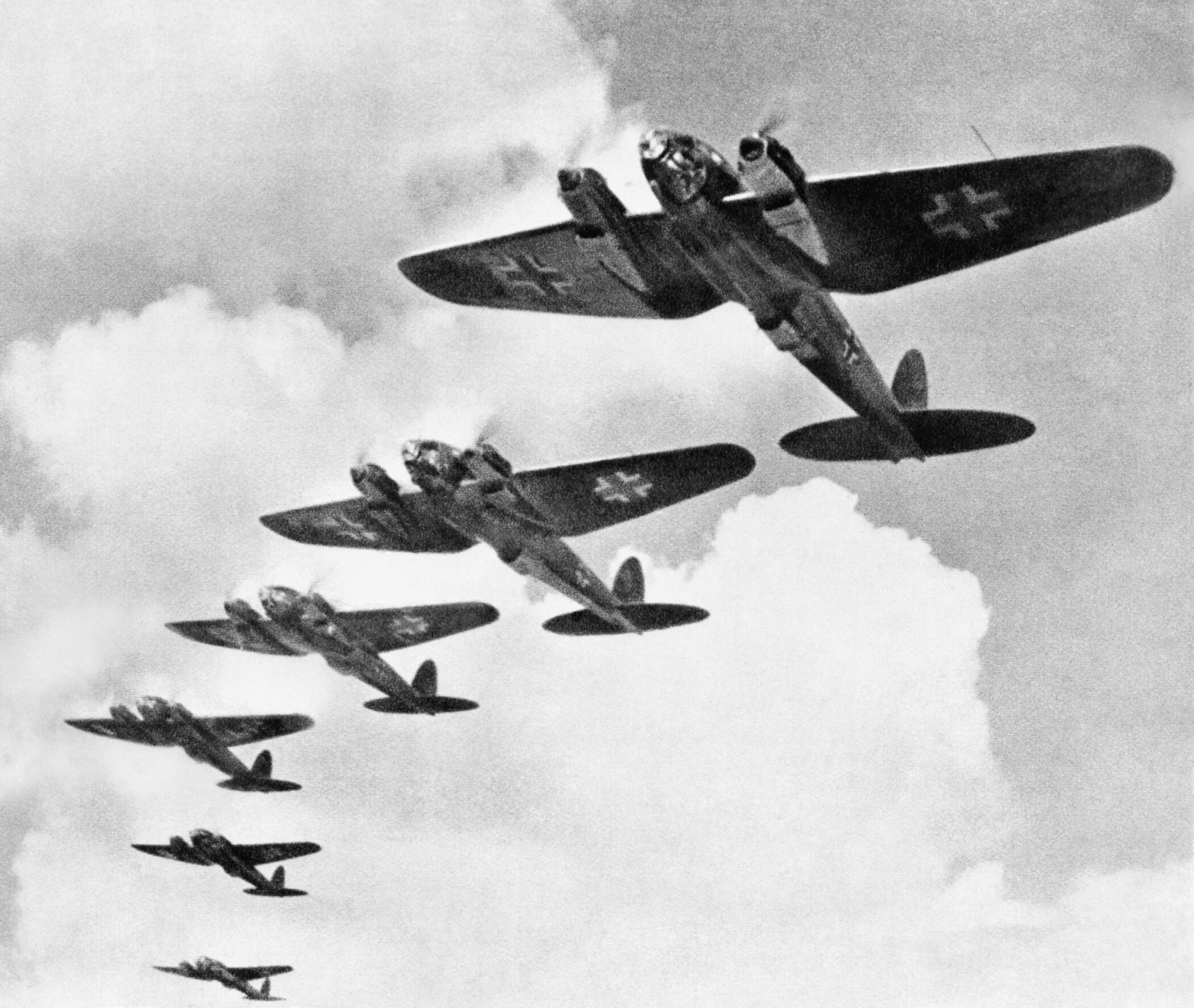
Formazione di He 111 H durante la Battaglia d'Inghilterra

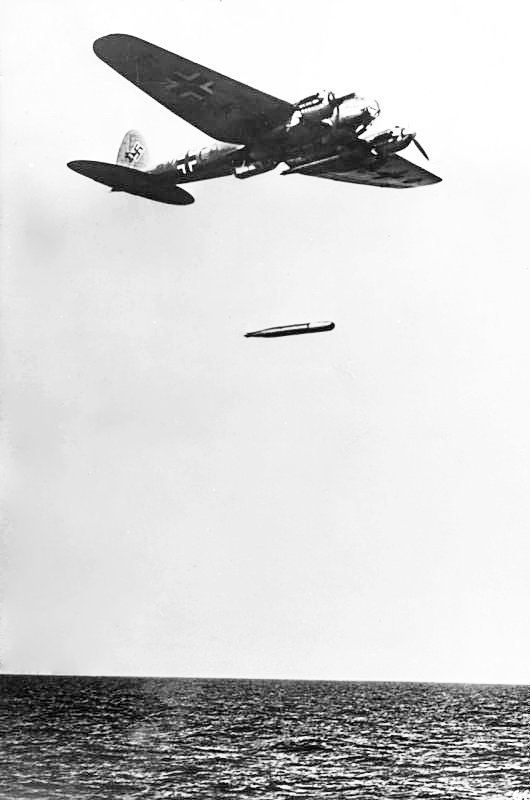
Un He 111 H-6, versione aerosilurante mentre sgancia un siluro (10-10-1941).

La versione H è la versione che ha combattuto nel maggior numero di esemplari in tutta la seconda guerra mondiale.
A causa delle incertezze circa la disponibilità e la consegna dei motori Daimler-Benz DB 601, la Heinkel cominciò le prove con i propulsori Junkers Jumo 211 da 1 110 CV (816 kW) ciascuno. Le dimensioni ed il peso maggiore dello Jumo influivano in maniera marginale sulle prestazioni di un progetto un velivolo bimotore, in più gli Jumo erano già stati previsti nella maggior parte dei disegni dei bombardieri progettati all'inizio del conflitto. Quando questo motore venne installato nella serie P diede origine alla nuova variante H.
Il modello P fu gradualmente sostituito, alla vigilia della guerra, con il nuovo He 111 H-2, spinto dai motori Junkers Jumo 211A-3.
Un conteggio il 2 settembre 1939 rivelò che la Luftwaffe aveva in servizio un totale di 787 He 111, 705 dei quali già pronti per essere usati in combattimento, compreso 400 H-1 e H2 appena prodotti in soli quattro mesi. La produzione degli H-3, che utilizzavano il più potente Junkers Jumo 211D-1 da 1.200 hp, ebbe inizio nel mese di novembre del 1939. Dopo la Battaglia d'Inghilterra cominciò una produzione in scala ridotta del H-4. Questa variante differiva dalla precedente H-3 per la capacità di trasportare un carico di bombe di 2.000 kg alloggiate internamente o in alternativa di montare una o due gondole portabombe esterne per trasportare una SC 1800 da 1 800 kg o due SC 1000 da 1 000 kg. Poiché questi dispositivi ostruivano i portelli interni del vano portabombe della fusoliera una combinazione di immagazzinaggio interno ed esterno non era più possibile. La serie H-5 la seguì nel febbraio 1941, dotandola di un più pesante armamento difensivo. Alcuni H-3 e H-4 furono forniti di un'attrezzatura atta a tagliare i cavi di ancoraggio dei palloni frenati di sbarramento, installati per la difesa del suolo inglese dagli attacchi delle bombe volanti V-1. Era una struttura metallica dal bordo anteriore tagliente installata davanti ai motori e al muso dell'apparecchio, la quale ne compromise l'equilibrio, e data la ridotta capacità di volo si decise di arrestarne la produzione. Queste varianti sono state denominate inizialmente H-8 e successivamente H8/R2. La versione H-6 diede un'ulteriore svolta alla produzione introducendo migliorie che si ripercossero in tutti i settori. I motori Junkers Jumo 211F-1 da 1 350  CV ne incrementò la velocità massima mentre l'armamento difensivo fu aggiornato con un cannone MG FF da 20 mm alloggiato nel muso vetrato, una mitragliatrice MG 15 nella torretta ventrale e una in ciascuna delle finestre laterali della fusoliera (facoltative). Alcuni H-6 avevano inoltre una mitragliatrice MG 17 da 7,92 mm installata nel condotto di coda. Con la versione H-11 la Luftwaffe ha avuto a sua disposizione un potente bombardiere medio, maggiormente corazzato e dall'armamento difensivo più pesante.
Con 14.000 kg di peso al decollo, duemila dei quali in bombe collocate internamente, l'He 111 H riusciva a raggiungere la velocità massima di 405 km/h dopo 6 km, che diventavano 435 km/h senza il carico bombe e con i serbatoi di combustibile al 50% della loro capacità. Eppure risultava ancora considerevolmente più lento del nuovo Junkers Ju 88 entrato in servizio nel 1940, le cui caratteristiche operative contribuirono al graduale ritiro dell'He 111 dal ruolo del bombardiere. Ciò nonostante gli He 111 acquisirono nuovi ruoli strategici, effettuando missioni neppure immaginate all'inizio della guerra.
La produzione degli He 111 dovette essere mantenuta sino al 1944 a causa dell'incapacità da parte dell'RLM di fornirne un successore. Il nuovo Heinkel He 177 Greif era afflitto da continui problemi di motore e il programma del bombardiere B era stato definitivamente abbandonato. La grande maggioranza dei 7 300 He 111 prodotti furono della variante H, in gran parte identici ai primi H-1 introdotti nel 1939.

### Elenco
- He 111 A-0 - modello costruito in 10 esemplari sulle specifiche degli He 111 V3, 2 usati per prove tecniche a Rechlin, rifiutati dalla Luftwaffe e successivamente venduti alla Cina.
- He 111 C-0 - 6 aerei di pre-serie.
- He 111 B-0 - modello di pre-serie, simile al He 111 A-0, ma dotato di motori Daimler-Benz DB 600 A.
- He 111 B-1 - modello di produzione in serie, simile al B-0, ma dotato di motori Daimler-Benz DB 600 C e di armamento difensivo affidato a tre mitragliatrici MG 15 da 7,92 mm.
- He 111 B-2 - simile al B-1, ma dotato di motori Daimler-Benz DB 600 CG e radiatori supplementari collocati su entrambi i lati delle cappottature motori sotto le ali.
- He 111 D-0 - modello di pre-serie con motori Daimler-Benz DB 600 Ga.
- He 111 D-1 - modello di serie, realizzato in numero ridotto.
- He 111 E-0 - modello di pre-serie, simile al He 111 B-0, ma dotato di motori Junkers Jumo 211 A-1.
- He 111 E-1 - bombardiere in produzione con capacità di carico di bombe massima di 2.000 kg.
- He 111 E-3 - bombardiere in produzione.
- He 111 E-4 - bombardiere in produzione con carico di bombe di 2 000 kg, metà delle quali alloggiate in gondole subalari.
- He 111 E-5 - equipaggiato con un nuovo tipo di serbatoi di carburante ausiliari interni.
- He 111 F-0 - modello di pre-serie, simile al E-5, ma con una nuova ala dritta di costruzione semplificata al posto di quella ellittica e motori Junkers Jumo 211 A-3.
- He 111 F-1 - bombardiere in produzione, costruito in 24 esemplari, destinato al mercato estero e venduto alla Turchia.
- He 111 F-4 - bombardiere in produzione, costruito in 40 esemplari destinati alla Luftwaffe.
- He 111 G-0 - modello di pre-serie da trasporto, caratterizzato dalla nuova ala introdotta con il modello He 111 F-0.
- He 111 G-3 - conosciuto anche come V14, dotato di motori radiali BMW 132 d.C.
- He 111 G-4 - conosciuto anche come V16, dotato di motori Daimler-Benz DB 600 G.
- He 111 G-5 - bombardiere in produzione, costruito in 4 esemplari, dotato di motori Daimler-Benz DB 600 CG, realizzato per esportazione e venduto alla Turchia.
- He 111 J-0 - modello di pre-serie, versione aerosilurante, simile al He 111 F-4, ma dotato di motori Daimler-Benz DB 600 CG.
- He 111 J-1 - modello in produzione come aerosilurante, costruito in 90 esemplari, successivamente riconvertito in bombardiere.
- He 111 P-0 - modello di pre-serie caratterizzato da un'ala di nuova concezione, una nuova vetratura del muso, motori Daimler-Benz DB 601 Aa ed una gondola ventrale per il cannoniere.
- He 111 P-1 - modello in produzione dotato di armamento difensivo affidato a tre mitragliatrici MG 15 da 7,92 mm.
- He 111 P-2 - modello dotato del sistema radio FuG 10 in sostituzione del FuG III.
- He 111 P-3 - modello da addestramento con doppio controllo.
- He 111 P-4 - modello dotato di corazzatura supplementare, ulteriori tre mitragliatrici MG 15 e predisposizione per l'installazione di due gondole portabombe esterne.
- He 111 P-6 - modello dotato di motori Daimler-Benz DB 601 N.
- He 111 P-6/R2 - conversione post-bellica dei P-6 sopravvissuti con funzione di traino alianti.
- He 111 H-0 - modello di pre-serie simile al He 111 P-2 ma dotato di motori Junkers Jumo 211.
- He 111 H-1 - modello in produzione dotato di cinque mitragliatrici MG 15.
- He 111 H-3 - modello simile al He 111 P-4 ma dotato di motori Junkers Jumo 211 A-3 ed armamento difensivo portato a sei MG 15 ed una MG 17.
- He 111 H-4 - modello dotato di motori Junkers Jumo 211 D, sostituiti alla fine della produzione dai Junkers Jumo 211 F e di due gondole portabombe esterne.
- He 111 H-5 - modello simile al H-4 ma con il carico di bombe completamente interno e serbatoi di carburante maggiorati.
- He 111 H-6 - versione bombardiere ed aerosilurante con 2 siluri LT F5b collocati ventralmente, motori Junkers Jumo 211 F-1, sei mitragliatrici MG 15 ed un cannone MG FF da 20 mm.
- He 111 H-8 - modello simile agli H-3 o H-5, ma equipaggiato con un sistema atto a tagliare i cavi dei palloni frenati antiaerei.
- He 111 H-8/R2 - conversione post-bellica degli H-8 sopravvissuti, privati dell'infrastruttura anteriore atta al taglio dei cavi e destinati al traino alianti.
- He 111 H-10 - versione simile al H-6 ma dotata di un cannone MG FF da 20 mm collocato nella gondola ventrale ed equipaggiato per tagliare i cavi dei palloni frenati antiaerei.
- He 111 H-11 - caratterizzato dalla completa schermatura del cannone ventrale e da un ulteriore incremento della corazzatura e dell'armamento difensivo.
- He 111 H-11/R1 - come l'H-11 ma dotato di due mitragliatrici MG 81Z a doppia canna (at beam positions).
- He 111 H-11/R2 - conversione post-bellica degli H-11 sopravvissuti con funzione di traino alianti.
- He 111 H-12 - modificato per trasportare le bombe guidate Henschel Hs 293 A, equipaggiato con il sistema di guida Kehl-Straßburg e privato della gondola ventrale.
- He 111 H-14 - Pathfinder, equipaggiato con i sistemi radio FuG Samos e FuG 351 Korfu.
- He 111 H-15 - modello aerosilurante.
- He 111 H-16 - rimotorizzato Junkers Jumo 211 F-2 ed armamento difensivo dato da mitragliatrici MG 131 da 13 mm, MG 81Z doppia canna 7,92 mm e dal cannone MG/FF da 20 mm.
- He 111 H-16/R1 - come l'H-16, ma con la mitragliatrice MG 131 che permettevano il comando dalla torretta dorsale.
- He 111 H-16/R2 - conversione post-bellica degli H-16 sopravvissuti con funzione di traino alianti.
- He 111 H-16/R3 - come l'H-16, modificato come pathfinder.
- He 111 H-18 - versione basata sul H-16/R3, fu un pathfinder di supporto alle operazioni notturne.
- He 111 H-20 - armamento difensivo simile al H-16, ma alcuni velivoli permettevano il comando dalle torrette dorsali.
- He 111 H-20/R1 - versione trasporto truppe, dotata di dispositivo di lancio per 16 paracadutisti
- He 111 H-20/R2 - versione da trasporto e traino alianti.
- He 111 H-20/R3 - versione bombardiere notturno.
- He 111 H-20/R4 - versione bombardiere con stiva modificata per il trasporto di 20 bombe SC 50 da 50 kg.
- He 111 H-21 - versione basata sul H-20/R3, rimotorizzata con i Junkers Jumo 213 E-1.
- He 111 H-22 - re-designazione e modifica dei modelli H-6, H-16 ed H-21 e usati come lanciatori delle bombe volanti V1.
- He 111 H-23 - versione basata sul H-20/R1, rimotorizzata con i Junkers Jumo 213 A-1.
- He 111 R - versione bombardiere da alta quota rimasta a livello di progetto.

### Ulteriori versioni
- Heinkel He 111 Z Zwilling - Più che una versione del He 111 si può considerarlo un progetto a sé. Nato per l'esigenza di trainare il più grande aliante da trasporto della seconda guerra mondiale, il Messerschmitt Me 321 Gigant, era stato progettato collegando assialmente due He 111 R-6 e aggiungendo un quinto motore tra le semiali che li congiungevano. Da questo progetto uscirono tre varianti delle quali solo la prima risultò operativa:
  - He 111 Z-1 - versione da traino alianti, in particolar modo di un Messerschmitt Me 321 Gigant o di due Gotha Go 242
  - He 111 Z-2 - progetto di bombardiere a lungo raggio basato sul modello Z-1
  - He 111 Z-3 - progetto di ricognitore a lungo raggio basato sul modello Z-1
- CASA 2.111 - Versione realizzata dalla spagnola Construcciones Aeronáuticas S.A. (CASA) e costruita su licenza fino al 1956; la particolarità di questo modello, basato sul He 111 H-16, è legata all'ironia che ha costretto, a causa dell'impossibilità di reperimento parti di ricambio per i suoi motori originali Junkers Jumo 211, a sostituirli con i Rolls-Royce Merlin, i quali avevano equipaggiato molti dei suoi diretti avversari della RAF durante la seconda guerra mondiale.

## Utilizzatori

### Militari
Bulgaria

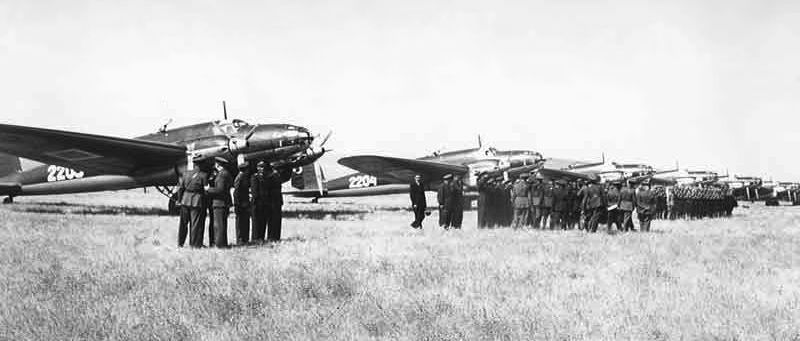
Heinkel He 111F in servizio presso la Türk Hava Kuvvetleri

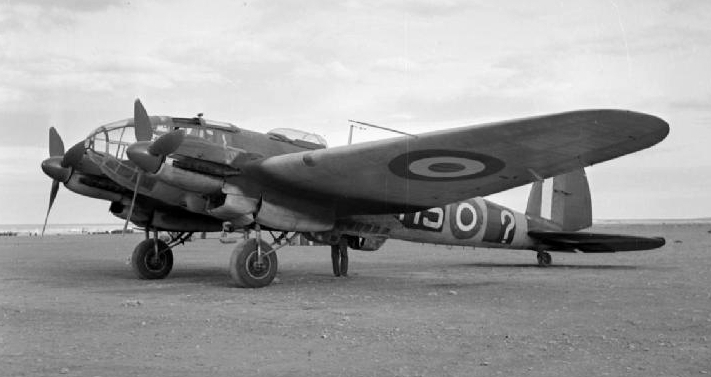
Un Heinkel He 111H abbandonato dalla Luftwaffe durante la ritirata seguita alla battaglia di El Alamein.

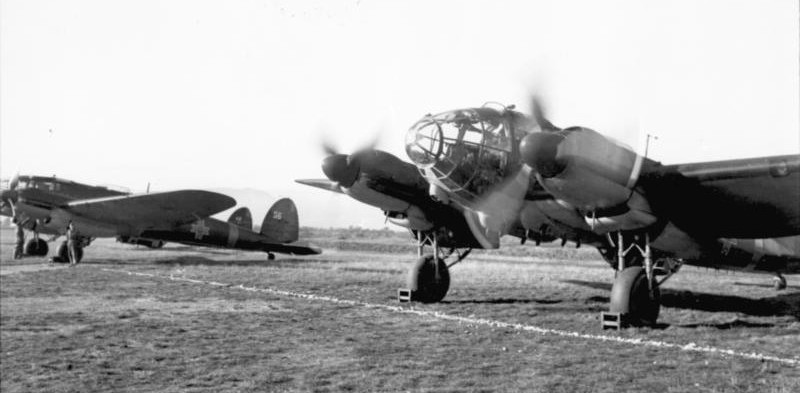
Heinkel He 111H in forza presso la Forțele Aeriene Române

- Vazhdushnite na Negovo Velichestvo Voiski

 Repubblica di Cina
- Chung-Hua Min-Kuo K'ung-Chün (Versione He 111 A-0)

 Cecoslovacchia
- Češkoslovenske Letectvo (post-bellico)

 Germania
- Luftwaffe
  - Legione Condor

 Romania
- Forțele Aeriene Regale ale României

 Slovacchia
- Slovenské vzdušné zbrane

 Spagna
- Ejército del Aire

 Turchia
- Hava Müsteşarlığı (Versioni He 111 F-1 e G-5)

 Ungheria
- Magyar Királyi Honvéd Légierő

### Civili
Germania
- DLH

 Romania
- (1 bombardiere riconvertito)

## Esemplari attualmente esistenti

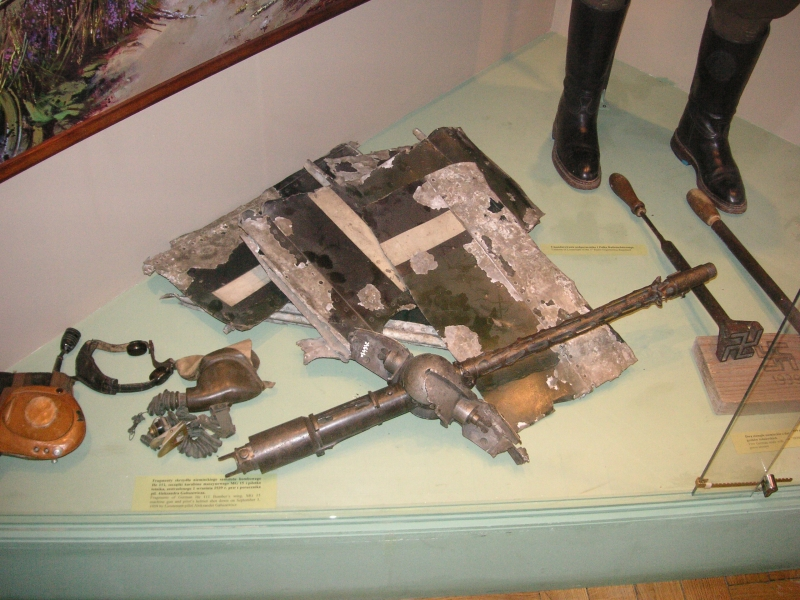
Una serie di reperti appartenuti ad un He 111 tra i quali, in primo piano, una mitragliatrice MG 15 da 7,92 mm

Di tutti gli esemplari prodotti sono sopravvissuti solamente tre He 111 originali di costruzione tedesca e quattordici CASA 2.111 costruiti su licenza in Spagna, esposti o conservati nei musei di tutto il mondo.
Il primo dei tre costruiti dalla Heinkel, un He 111 E-3 (Wk Nr 2940), conserva l'aspetto 'convenzionale' tipico delle prime serie di questo modello, ed è esposto nella livrea della Legione Condor al Museo del Aire di Madrid, in Spagna. Il secondo, un He 111 P-2 (Wk Nr 1526), è esposto nella livrea 5J+CN, appartenuta al KG 4 (Ex 33+C25 del KG 253) presso il Norwegian Air Force Museum di Gardemoen, in Norvegia. Il terzo, un He 111 H-20 (Wk Nr 701152) è esposto presso il RAF Museum di Hendon, vicino a Londra, in Inghilterra.
Dei CASA 2.111 sopravvissuti vi si rimanda alla loro voce, ricordando che gli esemplari in condizioni di volo esposti o impiegati negli air show, pur essendo dipinti con le livree della Luftwaffe per esigenze storiche e scenografiche, in realtà erano di costruzione spagnola.
Oltre agli He 111 citati, sono conservate nei musei numerose loro parti, come timoni, ali e parte dell'equipaggiamento ed armamento difensivo; inoltre esistono relitti su fondali marittimi e lacustri. Se i primi giacciono a profondità tali da essere ispezionabili solo da sub, nel caso dei secondi è talvolta possibile tentarne il recupero. Nel lago Jonsvatnet vicino a Trondheim, in Norvegia, è stato ritrovato un He 111 H-2 (Wk Nr 2320) con le insegne 6N+NH appartenuto al 1./kg 100, recuperato il 3 settembre 2004 e inviato al Museo della tecnica di Berlino per il restauro. È il modello più completo mai ritrovato. Un relitto di un He 111 H-6 (Wk Nr 7147) con le insegne del 2/1./KG 26 è stato ritrovato, ancora in Norvegia, sul letto di un fiordo dell'isola di Kvaløya.

## Cultura di massa

### Media
- 32 CASA 2.111D sono stati utilizzati nel film I lunghi giorni delle aquile (Battle of Britain) del 1968, compresi i velivoli utilizzati dalla texana Commemorative Air Force (o CAF), un'organizzazione senza scopo di lucro che si occupa del mantenimento in condizioni di volo di velivoli di importanza storica. Le sequenze girate sono poi state riutilizzate in altri film, come Dark Blue World (Tmavomodrý svet) del 2001.

### Musica
- Ne fu utilizzata una sua riproduzione dalla band hard&heavy dei Motörhead, durante il tour promozionale dell'album Bomber. Il bombardiere veniva usato come impianto dell'illuminazione e degli effetti speciali durante le apparizioni in pubblico.

### Velivoli Comparabili
Polonia
- PZL.37 Łoś

 Regno Unito
- Vickers Wellington

 Stati Uniti
- North American B-25 Mitchell